# نورت وندرگیفت (پنسیلوانیا)
نورت وندرگیفت (به انگلیسی: North Vandergrift) یک منطقهٔ مسکونی در ایالات متحده آمریکا است که در شهرستان آرمسترانگ، پنسیلوانیا واقع شده‌است. نورت وندرگیفت ۴۴۷ نفر جمعیت دارد و ۳۰۶٫۰۲ متر بالاتر از سطح دریا واقع شده‌است.